# Zátka

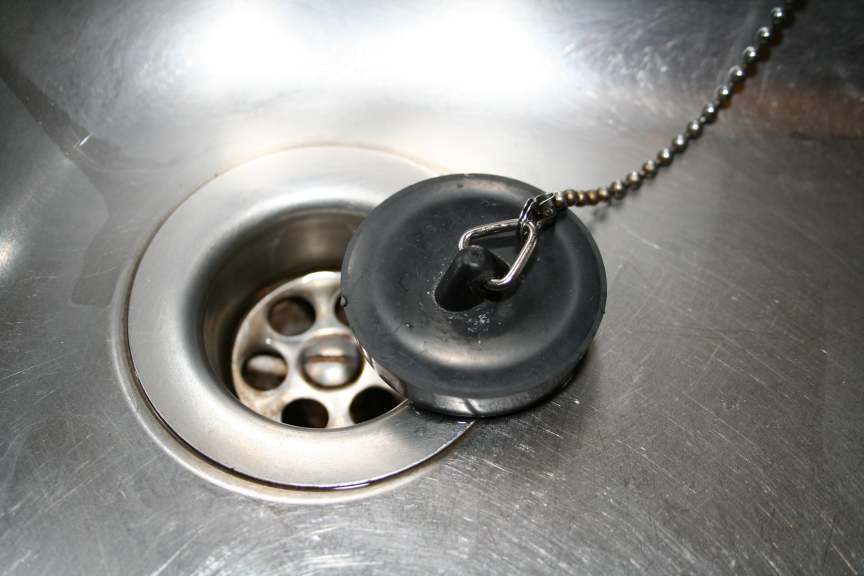
Zátka u dřezu

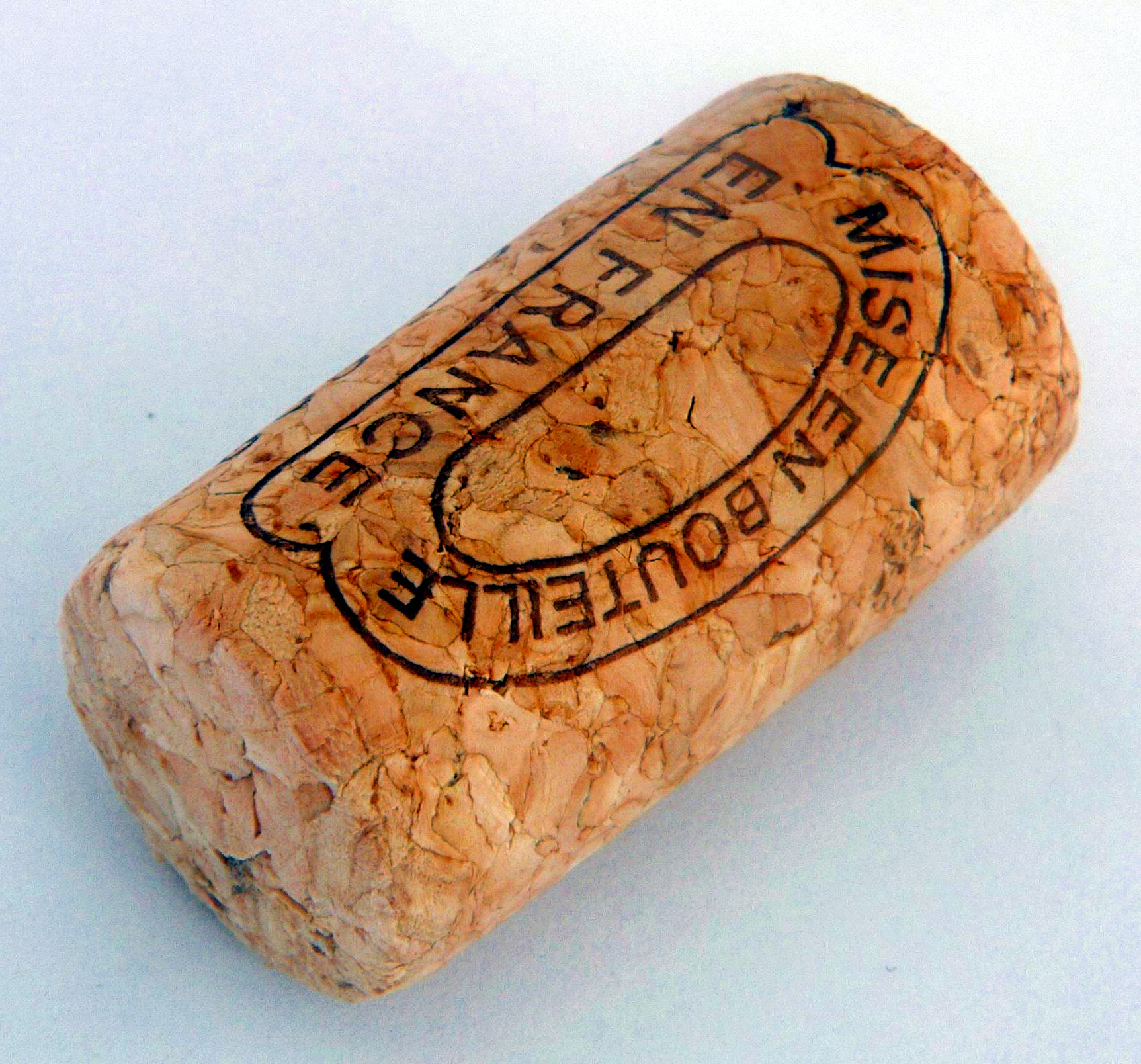
Korková zátka

Zátka neboli špunt je předmět, který se používá k uzavření nádoby, například láhve, potrubí nebo sudu. Na rozdíl od šroubovacího uzávěru, který uzavírá obal zvenčí a nijak nemění vnitřní objem, zátka je částečně zasunuta do vnitřního prostoru a vyplňuje jej.
Příkladem zátky je například korkový špunt v lahvi vína. Jiné zátky, které se používají pro uzavírání nádob obsahující různé chemikálie, se vyrábí ze zabroušeného skla, někdy i kovu a jsou někdy utěsněny konopným nebo jiným vláknem.
Při použití v chemii se obvykle těsní zátkou vyrobenou z tvrzené gumy, některé zátky jsou vybavené jedním nebo více otvory, kterými mohou být protaženy skleněné trubice. Pomocí trubic nebo hadic lze jednotlivé nádoby spojovat.
Korková zátka má bohatou historii. Již staří Řekové věděli, že k uzavírání amfor je nejlepší korková zátka. Ta se časem zdokonalovala až do dnešní podoby. Korková zátka může být různé kvality. Například zátka na obrázku je nevalné kvality. Je vyrobena z korkové drtě. Taková zátka se používá  často, ale u značkových vín se používá zátka vyseknutá jako jeden kus. 

## Korková zátka
K uzavírání kvalitních vín se používá zátka vyseknutá z kůry korkového dubu, přestože to nemá vliv na chuť vína. Syrový korek se tedy získává loupáním jeho kůry. První loupání může nastat asi po 25 letech stáří dubu poté, co kmen dosáhne minimálně 70 cm v obvodu. Následné sklizně korkové kůry se provádí po dalších 9 letech. Teprve při třetí sklizni dosáhne kůra požadované kvality. Nejvhodnější doba pro loupání je červenec. Korková sklizeň ale začíná obvykle v červnu a trvá asi 3 měsíce.
Po sklizni je kůra nejdříve volně uložena ve velkých hromadách na 6 až 12 měsíců. Teprve potom se začínají provádět jednotlivé fáze výroby korkové zátky. Ze všeho nejdříve se kůra asi hodinu vaří ve velkých nádobách s vodou, čímž se vyloučí třísloviny a případné přítomné mikroorganismy. Přitom jsou jednotlivé kusy drženy pod hladinou a postupným utahováním se lisují. Tím kůra ztratí své přirozené zakřivení a dostane se tím tvaru desek, která je potřebná a vhodná pro další zpracování.
Při následném skladování jsou desky roztříděny podle síly a kvality. Poté je nutno desky rozřezat na pásy kdy jejich šířka již odpovídá pozdější délce korkové zátky. Klasická korková zátka je vyrobena vyseknutím přímo z tohoto pásu přírodního korku.

## Dřevěné zátky
V dřívějších dobách se zátky používaly v mnohem větší míře než dnes. Vzhledem k tomu, že korkový materiál nebyl běžně dostupný, používaly se zátky vyrobené ze dřeva.
Bývaly jimi opatřeny, mimo jiné, například kádě, dřevěné bečky a sudy, necky, případně i větší štoudve.

## Skleněné zátky
Zábrusové zátky, nejčastěji z borosilikátového skla, se používají v chemii pro rozebíratelné uzavírání kusů skla v aparaturách či lahví s chemikáliemi. Jsou zhotoveny ve tvaru komolého kužele normalizovaných rozměrů (horní a dolní průměr konusu se udává v mm).

## Sanitární technika
Zátky se používají v sanitární technice, typicky u umyvadel, koupacích van a dřezů. Jedná se obvykle o pryžové předměty zhotovené ve tvaru komolého kužele, které jsou kvůli snazší manipulaci při přetlaku vody opatřeny kovovým nebo plastovým řetízkem (případně šňůrou).